# Adršpach
Adršpach (niem. Adersbach) – gmina wiejska w Czechach, w kraju hradeckim. Według danych z 1 stycznia 2021 powierzchnia gminy wynosiła 1971 ha, a liczba jego mieszkańców 523 osób.
Ta mała miejscowość wypoczynkowa jest położona w Górach Stołowych, które w tej części noszą nazwę Adršpašskoteplické skály w dolinie Adršpašskiego potoku, kilka-kilkanaście kilometrów od polskiej granicy. Okolica zbudowana jest z górnokredowych piaskowców należących do osadów wypełniających nieckę śródsudecką.
Na terenie Adršpachu prawdopodobnie w drugiej połowie XIII wieku został założony gród o niemieckiej nazwie Ebersbach ("Strumień Ebera"), która z czasem uległa zmianie na obecną czeską postać. Z grodu w okresie husyckim dokonywano napadów na Śląsk. W roku 1447 tereny wraz z grodem odkupiły miasta śląskie i wówczas z polecenia właścicieli  gród  zburzono. Ruiny grodu stały się często zwiedzanym miejscem. W 1596 roku w Adršpachu zbudowano zamek, który często zmieniał swych właścicieli. W XVIII wieku, zamek przebudowano w stylu barokowym, a pod koniec XIX wieku uzyskał elementy neorenesansowe.

## Komunikacja

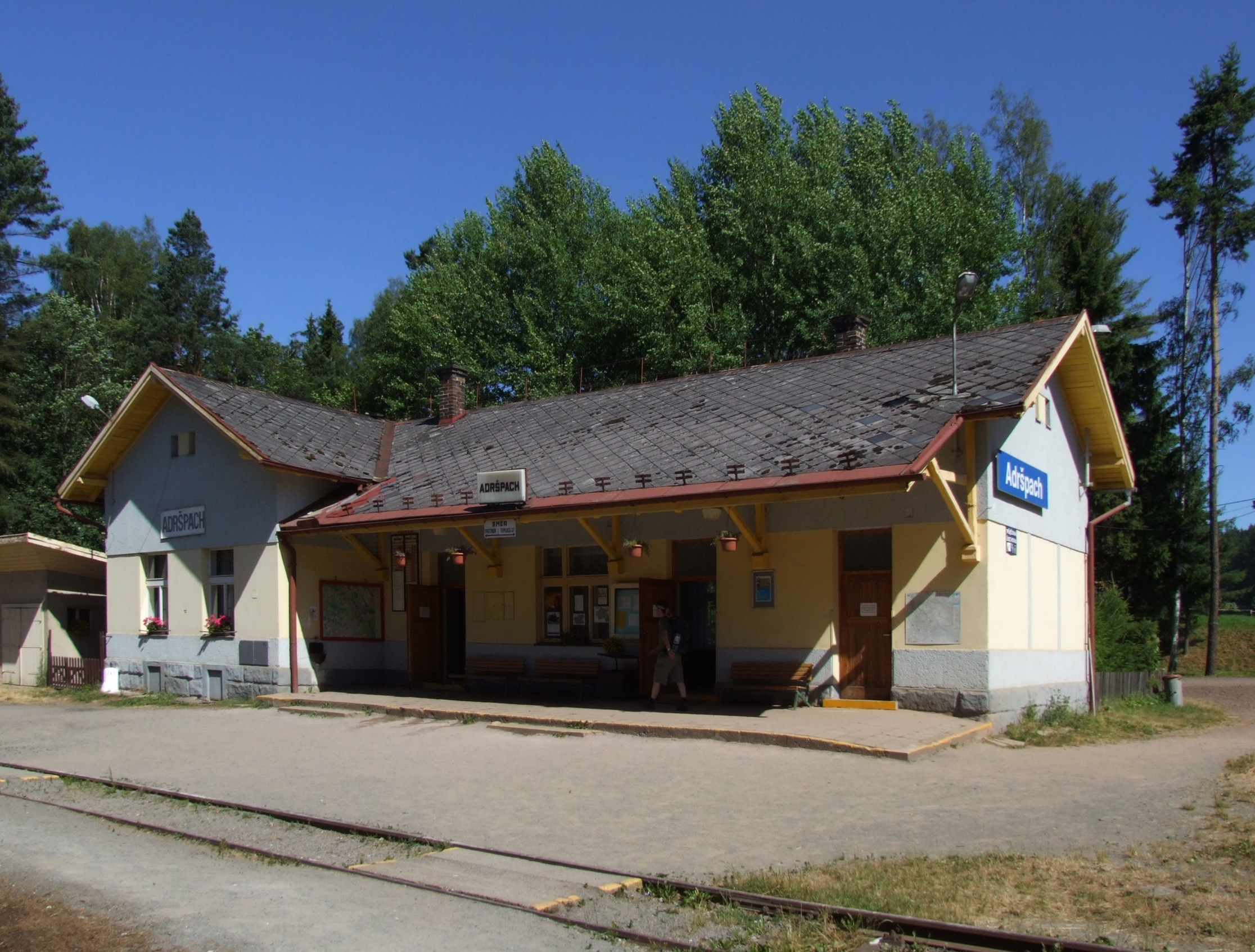
Stacja kolejowa Adršpach

Przez Adršpach przebiega droga lokalna oraz linia kolejowa ze stacją Adršpach. Na północ od Adršpachu do 21 grudnia 2007 roku znajdowało się przejście graniczne na szlaku turystycznym Zdoňov – Łączna.
W sezonie można dojechać do stacji Adršpach pociągiem Kolei Dolnośląskich z Wrocławia, Wałbrzycha i Jeleniej Góry.

## Atrakcje
- „Skalne miasto” położone na terenie Narodowego Rezerwatu Przyrody w Adršpašskoteplickich skálach (czes. Národní Přírodní Rezervace Adršpašsko-Teplické Skály).
- Stározamecký vrch (ruiny zamku Adršpach).
- Droga krzyżowa (czes. Křížova cesta) z wydarzeniami biblijnymi na tablicach z lanego żelaza umieszczonych w skałach na szlaku prowadzącym na Křížovy vrch.
- punkt widokowy na Křížovym vrchu z przepięknymi widokami na „skalne miasto”, Bukową Górę,  Góry Krucze a przy  dobrej widoczności również na Karkonosze.

Nieco dalsze:
- Čáp – najwyższy wierzchołek Adršpašskoteplickich skál z widokiem na Karkonosze i bliższe okolice,
- ruiny zamku Skály.